# Burkhardtroda
Burkhardtroda is een plaats in de Wartburgkreis in de Duitse deelstaat Thüringen. Het dorp komt voor het eerst voor in een oorkonde uit 1306.

## Geschiedenis
In 1994 werd Burkhardtroda samengevoegd met Marksuhl, dat op 6 juli 2018 opging in de gemeente Gerstungen.